# Doukou Makani
Doukou Makani ist ein Dorf in der Landgemeinde Anzourou in Niger.

## Geographie
Das von einem traditionellen Ortsvorsteher (chef traditionnel) geleitete Dorf befindet sich rund zehn Kilometer südöstlich des Hauptorts Sarakoira der Landgemeinde Anzourou, die zum Departement Tillabéri in der gleichnamigen Region Tillabéri gehört. Zu den Siedlungen in der näheren Umgebung von Doukou Makani zählen Bossou Bangou im Nordwesten und Doukou Saraou im Nordosten sowie der Gemeindehauptort Bibiyergou im Westen.
Es herrscht das Klima der Sahelzone vor, mit einer durchschnittlichen jährlichen Niederschlagsmenge zwischen 300 und 400 mm.

## Geschichte
Die Gemeinde Anzourou war ab 2020 verstärkt dschihadistischen Terrorangriffen ausgesetzt. Am 20. Juli 2023 wurden in den Dörfern Doukou Makani und Doukou Saraou zwölf Bauern auf ihren Feldern ermordet.

## Bevölkerung
Bei der Volkszählung 2012 hatte Doukou Makani 889 Einwohner, die in 106 Haushalten lebten. Bei der Volkszählung 2001 betrug die Einwohnerzahl 815 in 110 Haushalten und bei der Volkszählung 1988 belief sich die Einwohnerzahl auf 499 in 64 Haushalten.

## Wirtschaft und Infrastruktur
Es gibt eine Medersa im Dorf.